# Rhyacophila producta
Rhyacophila producta là một loài Trichoptera trong họ Rhyacophilidae. Chúng phân bố ở miền Cổ bắc.